# Арац
Арац (арм. Արաց) — шестой месяц древнеармянского календаря. Арац имел 30 дней, начинался 8 января и заканчивался 6 февраля.
Название месяца считают производным от слова «аранц» (арм. արանց) − «мужской». В эту пору вьюги заносили горные тропы таким снегом, что ходить по ним было слишком опасно, и народ говорил, что эти дороги не для женщин, а для мужчин.